# Gunhild Carling
Pour les articles homonymes, voir Gunhild et Carling (homonymie).
 (juin 2023).
Motif : Parle-t-on de l'orchestre ou de son artiste principale ?
Gunhild Carling et son « Gunhild Carling Swing Band » sont un groupe-orchestre de jazz vintage suédois des années 2000.

## Biographie

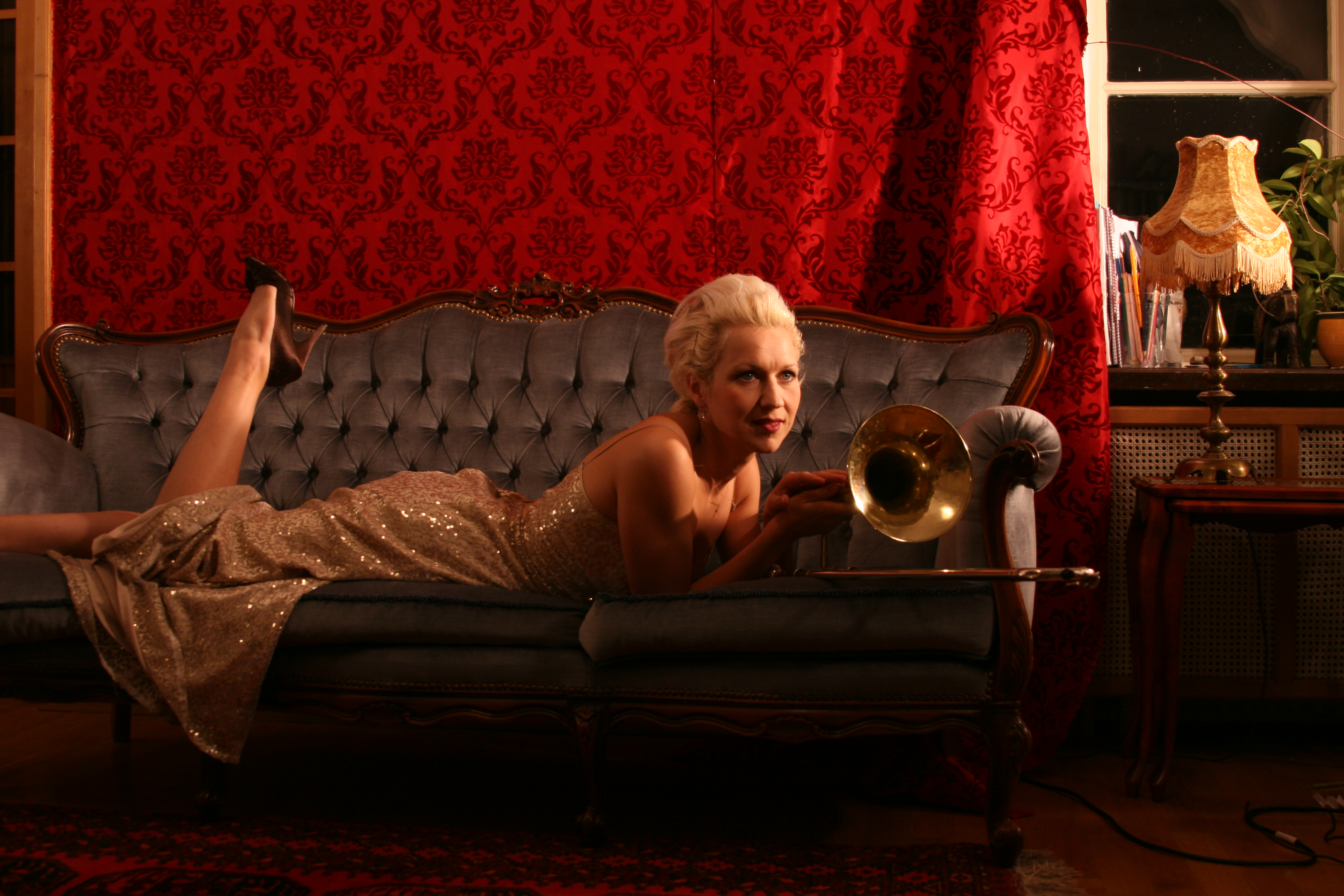

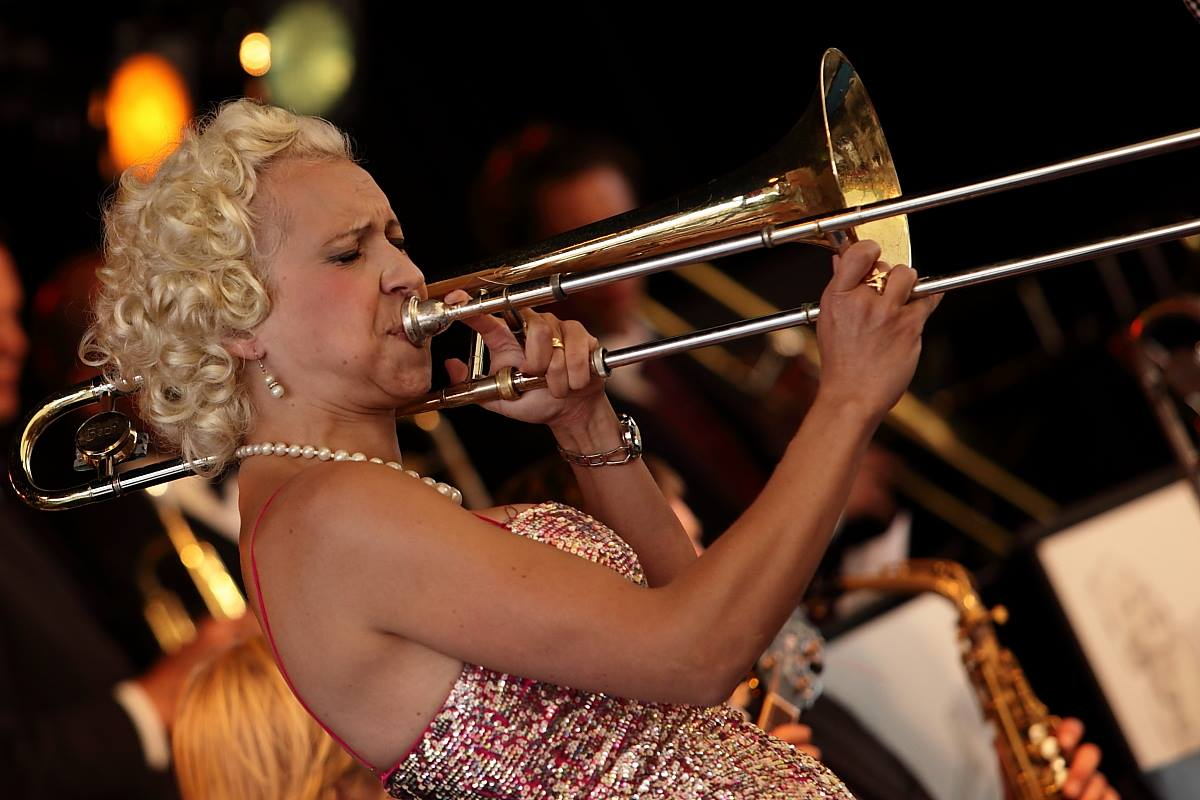

Gunhild Carling naît le 7 mai 1975 à Göteborg en Suède. Fille des jazzmen Hans Carling, et Aina Carling (violoniste joueuse de banjo), elle commence sa carrière dès l'âge de sept ans en intégrant les tournées du groupe familial « The Carling Family » de jazz Nouvelle-Orléans-Dixieland-Hot jazz, avec ses quatre frères et sœurs multi-instrumentistes, et l’enregistrement de leur premier disque en 1984. Trompettiste de prédilection, elle est multi-instrumentiste (en jouant d'une vingtaine d'instruments d'orchestre de jazz, dont trombone, saxophone, batterie, harmonica, hautbois, cornemuse, flûte à bec, harpe, piano, contrebasse, banjo, ukulélé, claquettes…).
Elle fonde avec succès (en parallèle de son groupe familial) son propre « Gunhild Carling Swing Band » au début des années 2000, avec qui elle part en tournée en Europe et dans le monde, participe à de nombreux festivals de jazz, et enregistre plusieurs albums. Elle devient célèbre en participant avec succès à de nombreuses émissions de télévisions suédoises, et en assurant des concerts au palais royal de Stockholm de diverses célébrations royales (jubilé de rubis, et 70 ans du roi Charles XVI Gustave de Suède) et en participation au 60e anniversaire de l'ONU à New York... Sa personnalité, sa voix, son look suédois de chanteuse de cabarets de Hot jazz-swing des années folles, son jeu de scène humoristique spectaculaire hors du commun, et sa capacité hors norme à jouer de trois trompettes et de plusieurs instruments en même temps lui valent une grande notoriété et l'enthousiasme de son public,,.

## Style et influences
Son répertoire de compositions et de reprises de prédilection est inspiré de standard de jazz américains (Great American Songbook) des orchestres de jazz et big band jazz de l'Ère du Jazz des années folles (jazz Nouvelle-Orléans-Dixieland-Hot jazz-swing emblématique des années 1920 et années 1930, en particulier de Duke Ellington, Louis Armstrong, Billie Holiday, Count Basie, Cab Calloway, Lester Young, Coleman Hawkins, Bix Beiderbecke, Harpo Marx...).

## Discographie partielle

### Albums
- 2010 : Magic Swing
- 2010 : Red Hot Jam
- 2011 : Jul därhemma
- 2013 : Swing Out!
- 2014 : That's My Desire
- 2015 : Harlem Joy
- 2015 : Big Apple